# 須磨浦公園

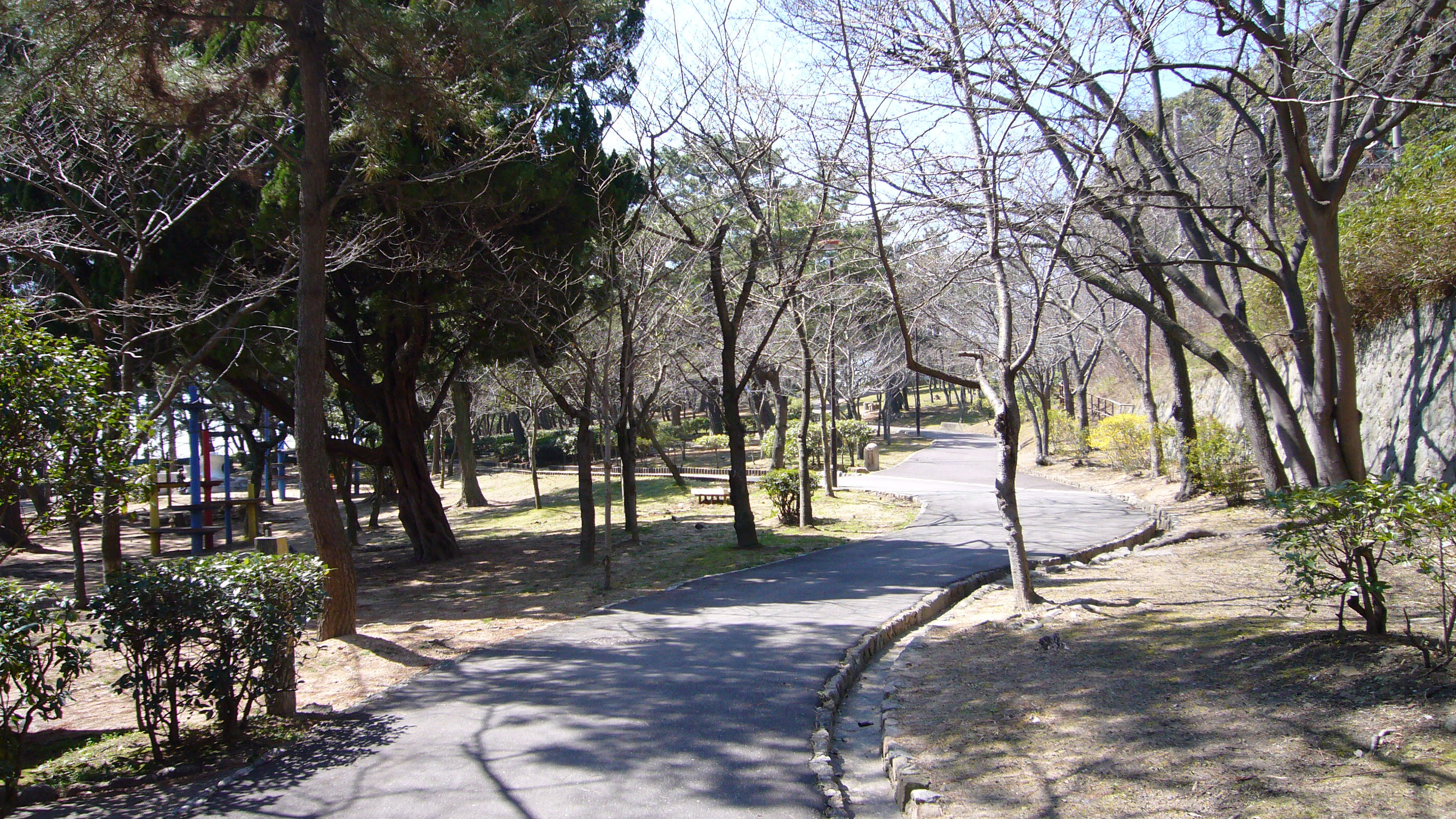
須磨浦公園

須磨浦公園（すまうらこうえん）は、兵庫県神戸市須磨区一ノ谷町にある公園。

## 概要
神戸市の鉢伏山・鉄拐山山麓の斜面やその周辺からなる、面積約103.8ヘクタールの公園である。神戸市が管理・運営している。24時間入園可能で、入園料は無料。
もともとは帝室林野局が管理する一ノ谷御料林であった。景勝地であることから神戸市議会で決議のうえ、昭和天皇の成婚記念に御料林及び松原の有償払い下げを受け、1935年（昭和10年）に開園した。この時すでに一ノ谷御料林の一部を借り受けて明治23年頃から営業していた旅館「須磨花壇」ら（払い下げについても内定済みであったという）との間で訴訟に発展している。このような形で営業していた旅館や保養施設は複数あり、そのうちの一つに後述の正岡子規が結核療養のために入院した「須磨保養院」があった。これらの旅館や保養施設は結局立ち退きを余儀なくされた。
1954年（昭和29年）4月7日、昭和天皇、香淳皇后の行幸啓。当年、垂水区で開催された全国植樹祭を機に緑化運動の象徴として建設された「みどりの塔」を視察した。
歴史的には源平の古戦場、一ノ谷の戦いの地としても知られ、神戸市指定有形文化財の「敦盛塚」などの史跡がある。また、与謝蕪村、松尾芭蕉、正岡子規、高浜虚子などの句碑も園内に設置されている。
サクラの名所としても知られ、神戸市の「花の名所50選」にも選ばれている。

## 交通
- 山陽電気鉄道 本線 須磨浦公園駅 下車すぐ。
- 神戸市バス須磨一の谷バス停下車すぐ。